# Erik Ortvad
Erik Ortvad, född 18 juni 1917 i Köpenhamn, död 29 februari 2008 i Kvänjarp var en dansk målare och tecknare.
Ortvad debuterade som målare 1935 och är mest känd för färgglada surrealistiska målningar, samt för det stora antal satiriska teckningar om det moderna livet som han framställde under pseudonymen Enrico.
Under andra världskriget flydde Ortvad till Sverige på grund av kommunistiska sympatier och på grund av att hustrun var judinna. 1962 återvände han till Sverige och bosatte sig i ett torp i Kvänjarp utanför Ljungby i Småland, där han sedan levde resten av sitt liv.
Ortvad är representerad på Museum of Modern Art i New York och på Statens Museum for Kunst i Köpenhamn samt Bornholms Kunstmuseum, Museum Jorn, Esbjerg Kunstmuseum, AROS - Aarhus Kunstmuseum och KUNSTEN Museum of Modern Art Aalborg